# Paul Vignaux (homme politique)
Pour les articles homonymes, voir Paul Vignaux et Vignaux.
Paul Vignaux, né le 9 octobre 1901 à Toulouse (Haute-Garonne) et mort le 28 juillet 1983  à Lombez (Gers), est un homme politique français.

## Biographie
Il est membre de la S.F.I.O. (Socialiste).

## Détail des fonctions et des mandats
Il a été le maire de la ville de Lombez dans le Gers de 1959 à 1977.
Mandats parlementaires
- 25 novembre 1962 - 2 avril 1967 : Député de la 1re circonscription du Gers
- 12 mars 1967 - 11 juillet 1967 : Député de la 1re circonscription du Gers
- 24 septembre 1967 - 30 mai 1968 : Député de la 1re circonscription du Gers
- 30 juin 1968 - 1er avril 1973 : Député de la 1re circonscription du Gers